# Holany
Holany är en köping i Tjeckien. Den ligger i den norra delen av landet, 60 km norr om huvudstaden Prag. Holany ligger 270 meter över havet och antalet invånare är 474.
Terrängen runt Holany är platt åt sydost, men åt nordväst är den kuperad.Runt Holany är det glesbefolkat, med 20 invånare per kvadratkilometer. Närmaste större samhälle är Česká Lípa, 8,1 km norr om Holany. Omgivningarna runt Holany är en mosaik av jordbruksmark och naturlig växtlighet.